# Pijao (Quindío)
Pijao es un municipio del departamento del Quindío en Colombia. Fue fundado el 15 de mayo de 1902 en territorio de tribus pijaos por don Antonio María Quintero, don Luis Jaramillo y Claudio Rivera, entre otros. Su parroquia se creó en 1912, y fue erigido en calidad de municipio en 1926. Su cultura es rica en cuanto a la arquitectura, la danza y la música por las tradiciones que aún son orgullo local. Es considerado por muchos como un municipio de singular belleza, a tal grado que es regularmente es utilizado para desarrollar campañas de promoción territorial para el Quindío y el Eje Cafetero ante el mundo. Pijao dista 32 km de la capital quindiana, Armenia, epicentro político - administrativo del departamento.
El municipio de Pijao, limita por el norte con el municipio de Córdoba, al este con el departamento del Tolima, al sur con el municipio de Génova, al oeste con el valle del cauca y al noroeste con el municipio de Buenavista. Tiene bajo su jurisdicción un centro poblado: La Mariela.

## Historia
El conquistador más próximo a pasar por las tierras de Pijao fue el Mariscal Jorge Robledo, entre 1639 y 1641. En los inicios de la colonización Antioqueña, la zona pertenecía y era administrada por la presidencia de Quito, para pasar a ser parte de Cundinamarca tiempo después. Con la creación del Estado Soberano del Cauca (1821 –1908), el Quindío pasó a conformar parte del Departamento del Cauca.
En el año 1902 se le dio el nombre de San José de Colón, y se convirtió en corregimiento del municipio de Calarcá en 1905. Durante el mismo año el corregimiento de San José de Colón y los demás municipios y corregimientos del Quindío y de Risaralda formaron el naciente Departamento de Manizales, hoy Departamento de Caldas.
Según Ordenanza 011 de 1926 de la Asamblea Departamental de Caldas, San José de Colón fue convertido en municipio, siendo cambiado por Pijao en 1931, haciendo referencia a la raza indígena que habitó dicho sector.
Desde su creación, ha sido fiel constructor de la historia del departamento como hace referencia en su himno, convirtiéndose en muchos escenarios como referente en materia de progreso local dado los diferentes retos que impone su localización en comparación con demás municipios pertenecientes al Quindío, pero que no han impedido su posicionamiento a nivel regional y nacional para el diseño de políticas públicas. En el año 2014, ingreso a la red de Ciudades Sin Prisa o Cittaslow, siendo la única localidad del continente suramericano en pertenecer a este selecto grupo de localidades que buscan el desarrollo de un turismo que tenga en cuenta la capacidad real de la ciudad y no afecte las costumbres y tradiciones como se ha presentado en otros municipios.

## Geografía
Pijao se encuentra ubicado dentro de la región fisiográfica denominada Región Andina, en la subregión de la Cordillera Central, contando con tres tipos de paisaje: montaña, piedemonte y valle
El paisaje de Montaña se encuentra al oriente del municipio, sector del eje de la cordillera, construida sobre rocas metamórficas del complejo Cajamarca donde predominan los esquistos verdes  y se observan rasgos característicos de estructuras geológicas como la falla de San Jerónimo. El paisaje de Piedemonte se encuentra en la parte occidental del municipio, constituido por depósitos fluviovolcánicos, rocas ígneas y algunas con recubrimiento de cenizas volcánicas. El paisaje de Valle se presenta en el sector de Barragán, Los Balsos y Río Lejos, conformado por aluviones recientes de relieve relativamente plano.

## Clima
En Pijao se presentan precipitaciones por encima de los 2400 mm para la zona de paisaje montañoso (alturas superiores a los 1.600 m s. n. m. y precipitaciones anuales aproximadas de 1.800 mm por año). Los vientos circulan del valle del río Cauca hacia la montaña durante el día con poca velocidad, concentrándose y dispersándose rápidamente a media ladera.

## Economía
Su economía se basa en la agricultura, especialmente café, caña de azúcar, lulo, mora y pan coger, aunque en los últimos años se ha impulsado el turismo como nuevo renglón económico para el desarrollo y crecimiento local. Cuenta también con cultivos de pino en sus montañas, además de la papa. En minería desarrolla vetas de aluvión y minas de oro.

## Símbolos

### Escudo
El Escudo del municipio de Pijao contiene en la parte superior una imagen de la puerta de entrada con la Cordillera Central al fondo, en la parte inferior izquierda una rama de café representando el principal renglón económico de la zona, y en la parte inferior derecha una garza, con un atardecer típico de la región al fondo. 

### Bandera
Está constituida por tres franjas iguales horizontales, con los colores amarillo (riqueza), verde (esperanza) y rojo (el fruto del café).

### Himno
Autor: Alfonso Osorio Carvajal
Compositor: Hugo Moncada Salazar
Con el alma fundida en sus campos
Y en la cumbre un Pijao feliz
El Quindío construye su historia
Con un pueblo valiente y febril.
I
Es la cuna de recias matronas
Que al futuro dijeron que sí
Con el verbo que inflama la patria
Cuando yerguen su noble cerviz.
II
Oh Pijao fulgente lucero
Oh Pijao de mi corazón
Salve al indio rebelde guerrero
De tus dones el progenitor.
III
Con la fuerza de bravos colonos
Tus montañas cedieron al fin
Y llegaron los soles de plata
A sembrar de esperanza el redil.
IV
Con el surco, la ruana y el hacha
Recia mano trazó el porvenir
Y en tu nombre radiante y seguro
El amor nos volvió a sonreír.
V
Oh Pijao fulgente lucero
Oh Pijao de mi corazón
Salve al indio rebelde guerrero
De tus dones el progenitor.